# Édouard Chevreux
Édouard Chevreux est un carcinologiste français, né le 10 novembre 1846 à Paris et mort le 10 janvier 1931 à Annaba (Algérie).
C’est un spécialiste des amphipodes. Il explore à bord de La Mélita les côtes des îles Canaries et du Sénégal en 1890. Il préside la Société zoologique de France en 1918.

## Source
- (en) Bemon